# A5 (Kroatië)
De A5 is een snelweg in Kroatië die gedeeltelijk gerealiseerd is. De weg bevindt zich in de streek Slavonië in het oosten van Kroatië. De weg wordt daarom ook wel de Slavonische snelweg genoemd (Kroatisch: Slavonika). Het traject zal gaan lopen vanaf de grens met Hongarije (M6) bij Branjin vrh en zal via Osijek naar de grens met Bosnië en Herzegovina voeren bij de plaats Svilaj. Als de weg volledig voltooid is zal de lengte ervan 88,6 kilometer bedragen.

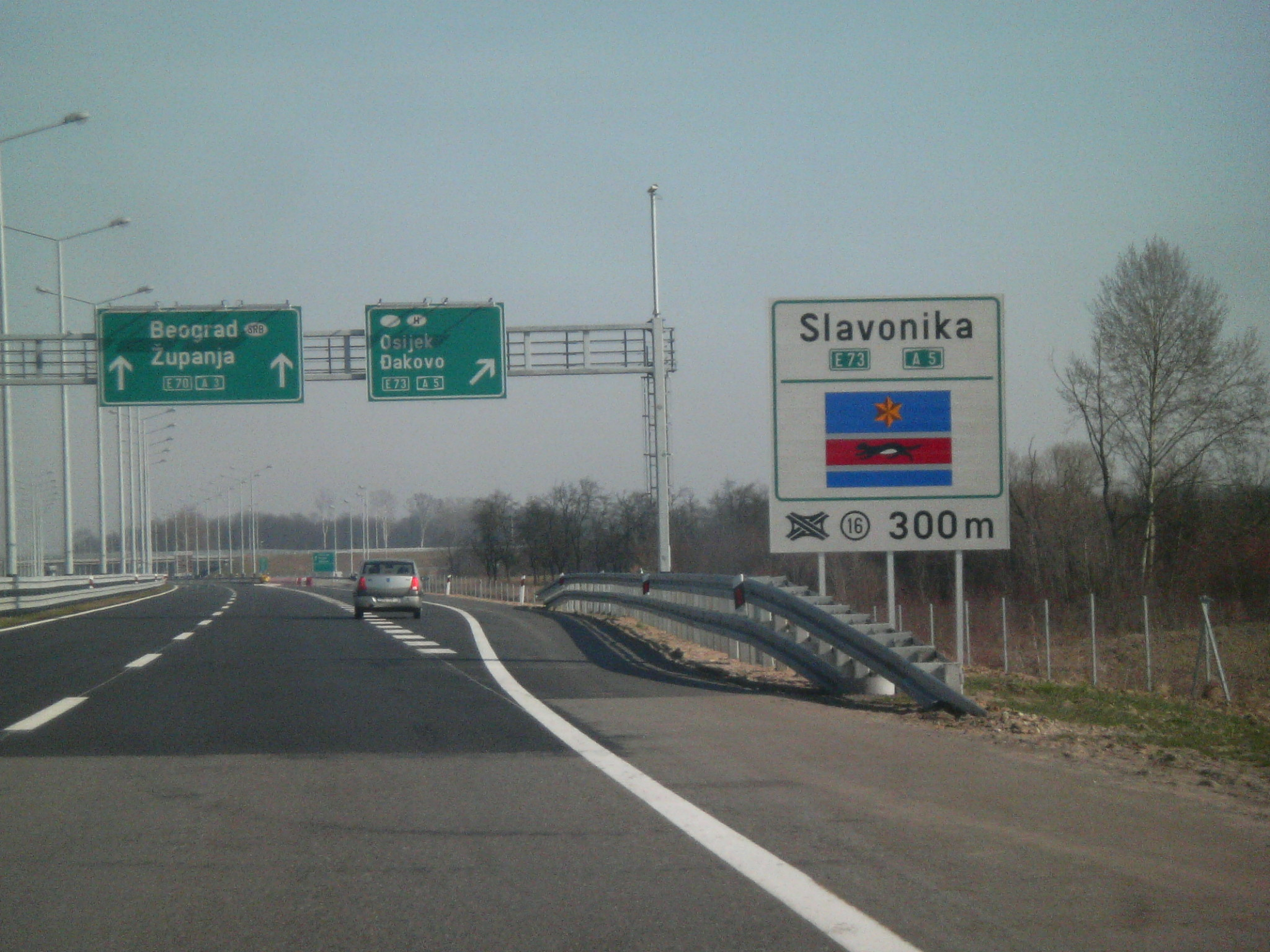
Knooppunt Sredanci vanaf de A3 (vanuit Zagreb)

## Bouwfasen
- 2007: Het stuk snelweg tussen Sredanci en Đakovo zal worden aangelegd en is opgeleverd.
- 2008: Bouw van het traject tussen Đakovo en Osijek.
- 2009: traject tussen Đakovo en Osijek opgeleverd (32,5 km).
- 2015: traject tussen knooppunt Sredanci en Svilaj opgeleverd (3,5 km).